# ジャズ・アット・リンカーン・センター

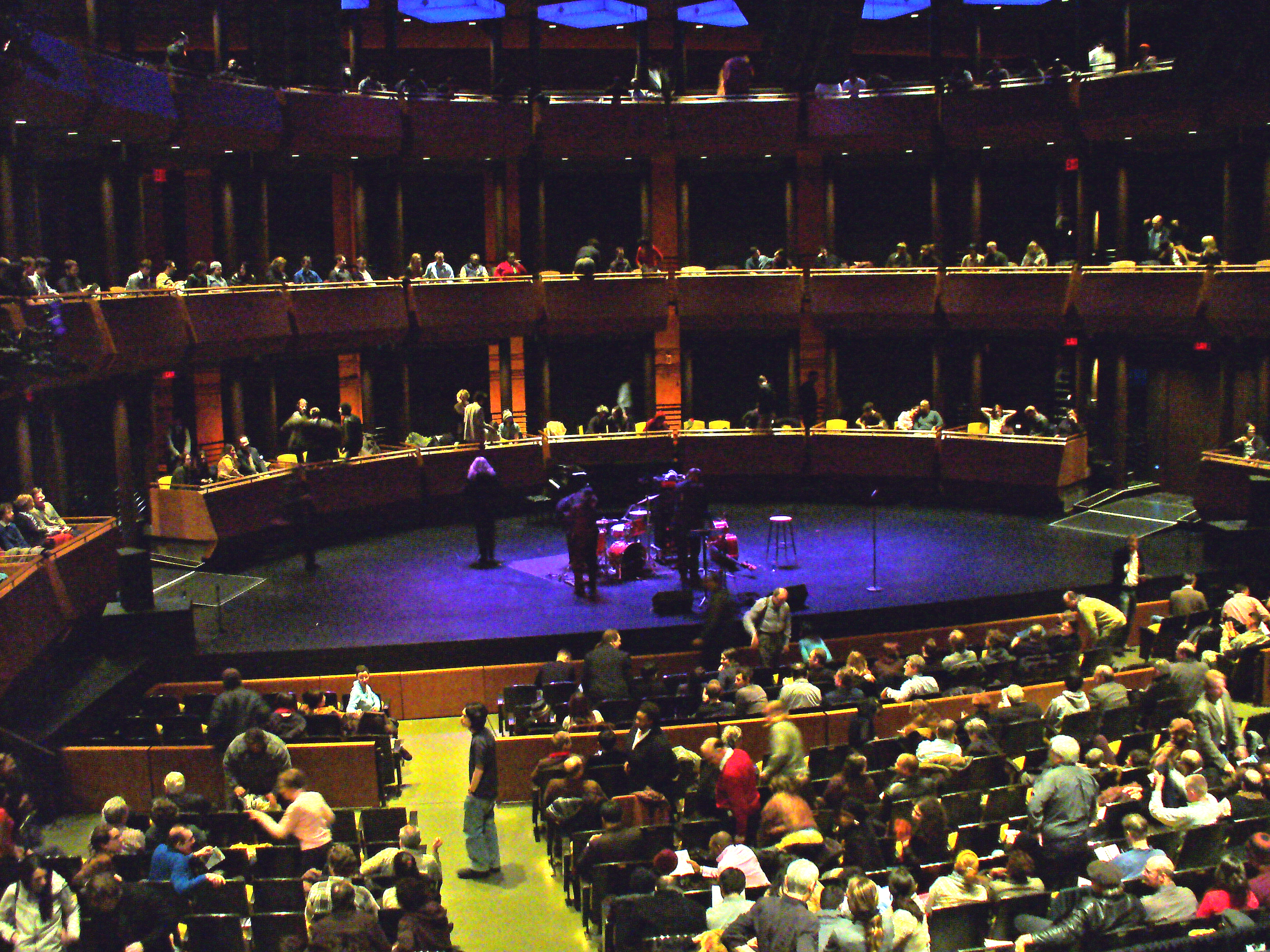
ローズ・シアター

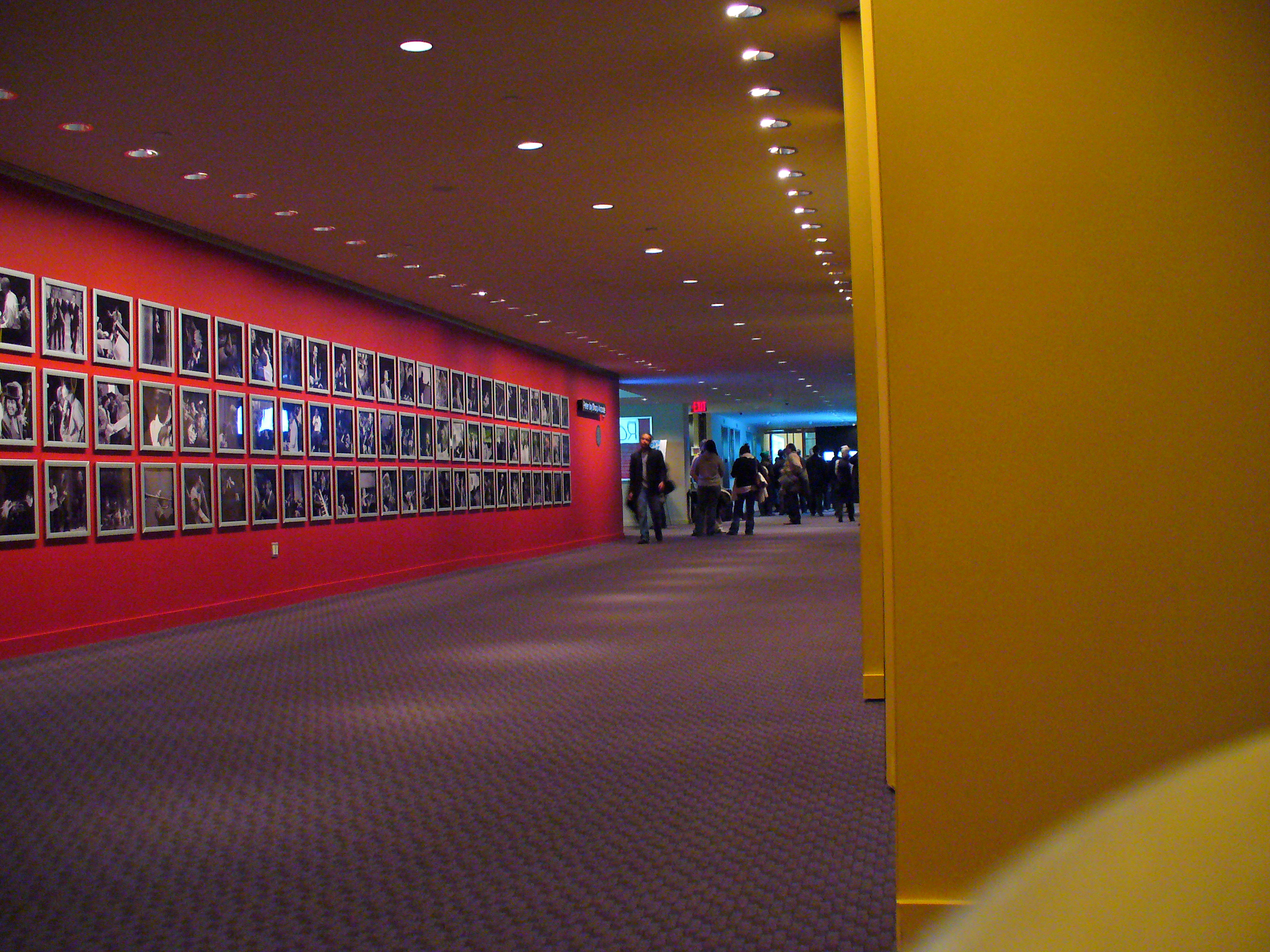
ピーター・ジェイ・シャープ・アーケード

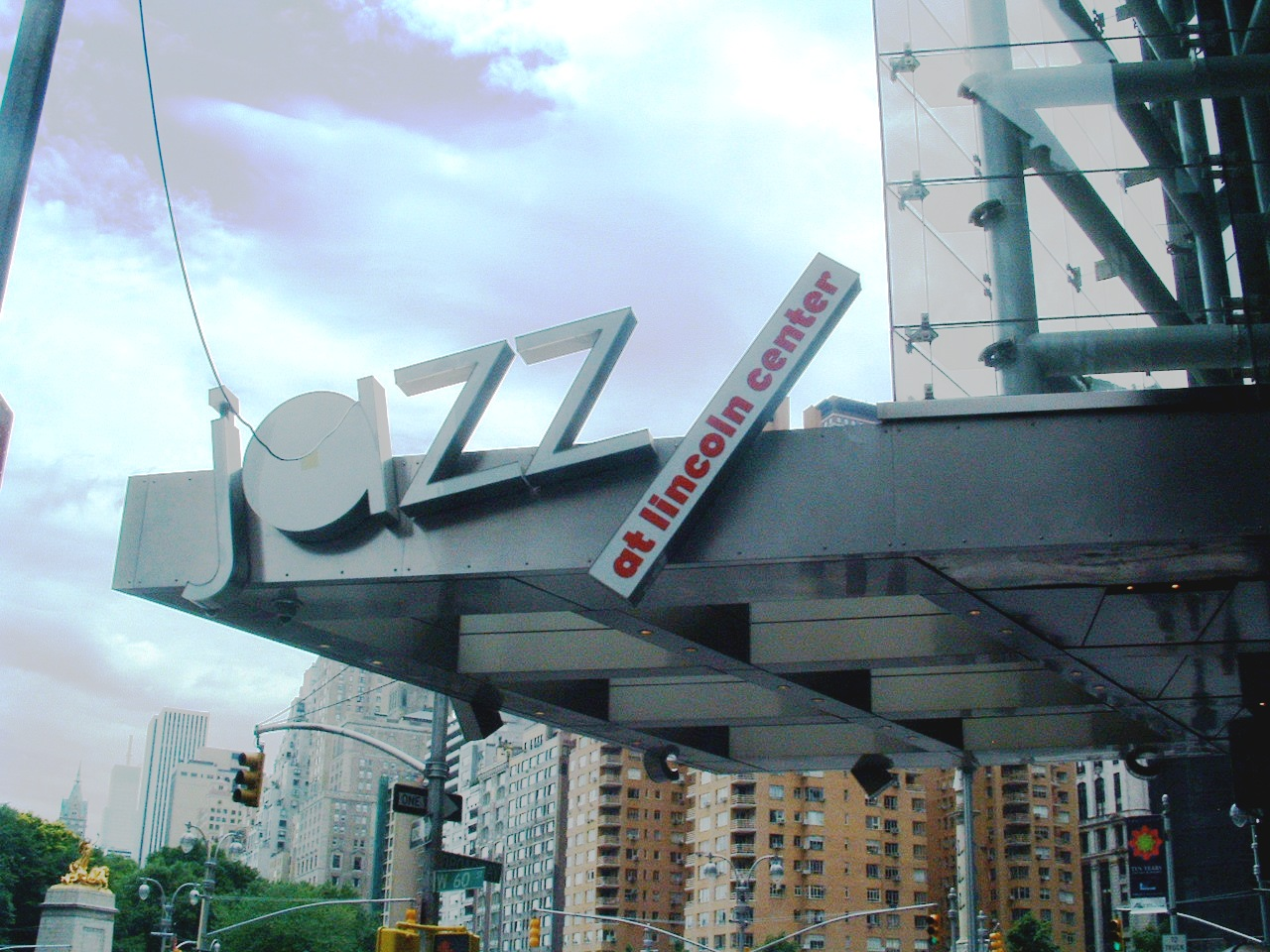
ジャズ・アット・リンカーン・センターへの入口を示すサイン

ジャズ・アット・リンカーン・センター（英語：Jazz at Lincoln Center、略称：JALC）は、リンカーン・センターを構成する部門のひとつ。JALCの複合施設であるフレデリック・P・ローズ・ホール(Frederick P. Rose Hall)は、ニューヨーク市マンハッタン区にあるリンカーン・センターのおもな施設より少し南に寄った、西60丁目とブロードウェイ、コロンバスサークルに面するタイム・ワーナー・センターの一部になっている。この複合施設は、有名な建築家ラファエル・ヴィニオリの設計、ターナー建設(Turner Construction)とサンタフェ建設(Santa Fe Construction)共同事業体の施工で建設され、2004年10月に開館した。

## 概要
ジャズ・アット・リンカーン・センター(JALC)のフレデリック・P・ローズ・ホールは、3つの演奏施設から構成されている。
- ローズ・シアター (Rose Theater)  -  1,233席
- ジ・アレン・ルーム (The Allen Room)  - 483席：高さ50フィート（約15m）、幅90フィート（約27m）のセントラル・パークを見下ろすガラスの壁面が備えられている。アンダーソン・クーパーがホストを務めるワーナー・ブラザース・テレビジョンのトーク番組『Anderson』の収録はこの場所で行なわれている。
- ディジーズ・クラブ・コカ・コーラ (Dizzy's Club Coca-Cola) - 140席：高名なジャズ音楽家ディジー・ガレスピーの名をとった、こぢんまりとしたジャズ・クラブ。

フレデリック・P・ローズ・ホールには、このほかにも、所縁のある人々の名を冠した施設が組み込まれている。アイリーン・ダイアモンド(Irene Diamond)の名を冠した Irene Diamond Education Center は、おもに教育目的で使用されるリハーサル室や録音室が設けられている。また、ネスヒ・アーティガン(Nesuhi Ertegun)の名を冠した The Nesuhi Ertegun Jazz Hall of Fame (NEJHF) 、ピーター・ジェイ・シャープ(Peter Jay Sharp)の名がついた展示スペース、18フィート（約5m）のビデオの壁を中心としたインスタレーション、インタラクティブに情報を採り出せるコンピュータ・コーナー、画面に触れると立ち現れるバーチャルなプラークなどもある。観覧者は、ジャズの巨人たちの人生、芸術、音楽を讃え、それが芸術としての形態と音楽産業に堅く結び付いていることを学べる。ジャズ・アット・リンカーン・センター(JALC)は、NEJHFの実績に基づいて、ウェブサイトも構築している。
JALCの芸術監督はウィントン・マルサリスであり、執行役員はエイドリアン・エリス(Adrian Ellis)、プログラム・ディレクターはアントニオ・チャッカ(Antonio Ciacca)がそれぞれ務めている。マルサリスが率いるジャズ・アット・リンカーン・センター・オーケストラ(The Jazz at Lincoln Center Orchestra with Wynton Marsalis, JLCO)は、JALCの常設オーケストラとして、フレデリック・P・ローズ・ホールをはじめ世界中で公演をしている。
JALCは、すべての世代の聴衆のために、1年を通して公演、教育、放送関係のイベントを制作している。その中には、コンサート、国内外のツアー、レジデント、毎週放送されるテレビやラジオの番組、録音、出版、毎年恒例の高校のジャズ・バンドのコンペティションとフェスティバル、バンド指導者向けの教育プログラム、子ども向けのジャズ入門カリキュラム、ジュリアード音楽院によるジャズ研究の上級者向けトレーニング、音楽出版、子ども向けコンサート、講座、成人向けコース、学生や教員をそれぞれ対象としたワークショップなどが含まれている。2008/2009年度のシーズンにJALCが制作したイベントは、3,000件以上にのぼった。
JALCの教育ミッションは、22のプログラムやリソースに及び、5万人以上の人々に直接提供されるとともに、JALCが提供したカリキュラムや楽譜、オンライン・リソースなどを通して400万人へ間接的に到達したと推定される。「WeBop!」というプログラムでは、生後8か月の幼児から、子どもたちがスイングし、ストンプし、シャッフルすることができる。「Jazz for Young People（若者のためのジャズ）」と題されたコンサート・シリーズは、家族連れや学校のグループに好評であり、「Jazz in the Schools（学校でのジャズ）」のツアーは、ニューヨーク市中の各地の学校にプロのジャズ・アンサンブルを派遣している。 全国各地の学校教員は、こうしたコンサートに参加した経験を「Jazz for Young People」のカリキュラムを通して教室に持ち帰り、また、「NEA Jazz in the Schools（全米芸術基金助成：学校でのジャズ）」 によって、ジャズとアメリカの歴史を結びつけている。JALCは、また、こうした教員たちが取り組む教育イベントをオンラインでネット上に流している。
JALCの教育プログラムのひとつ「the Middle School Jazz Academy」は、ニューヨーク市の中学校の生徒に提供されている無料の指導プログラムである。また、13歳以上を対象とする「Essentially Ellington High School Jazz Band Competition and Festival」が、全国の高校のジャズ・バンドを支援している。さらに、夏季には、教員対象のトレーニングに特化したワークシップ「Band Director Academy」が開かれるほか、楽譜図書室も用意されている。
フレデリック・P・ローズ・ホールでは、成人を対象とした「Swing University」や「Jazz Talk」、「the Nesuhi Ertegun Jazz Hall of Fame（ネスヒ・アーティガン・ジャズの殿堂）」によって、もっぱら聴くスキルを磨き、ジャズ史を探求する機会が提供されている。

## ネスヒ・アーティガン・ジャズの殿堂
この殿堂は、ジョン・コルトレーンやチャールズ・ミンガスはじめ多くの重要なジャズ関係のミュージシャンの作品をレコード化してきたアトランティック・レコードの共同創業者のひとりである、ネスヒ・アーティガンにちなんで名付けられている。世界17か国から選ばれた音楽家、研究者、教員など投票者60人から構成されるパネルが、「殿堂入りにふさわしい、ジャズ史においてもっとも決定的な貢献をしたアーティストたち」の候補者を選び、対象者を選択している。

### 殿堂入り
2004年
- ルイ・アームストロング（Louis Armstrong、1901年 - 1971年） - トランペット
- シドニー・ベチェット（Sidney Bechet、1897年 - 1959年） - サキソフォン
- ビックス・ベイダーベック（Bix Beiderbecke、1903年 - 1931年） - コルネット
- ジョン・コルトレーン（John Coltrane、1926年 - 1967年） - サキソフォン
- マイルス・デイヴィス（Miles Davis、1926年 - 1991年） - トランペット
- デューク・エリントン（Duke Ellington、1899年 - 1974年） - ピアノ
- ディジー・ガレスピー（Dizzy Gillespie、1917年 - 1993年） - トランペット
- コールマン・ホーキンス（Coleman Hawkins、1904年 - 1969年） - サキソフォン
- ビリー・ホリデイ（Billie Holiday、1915年 - 1959年） - ボーカル
- セロニアス・モンク（Thelonious Monk、1917年 - 1982年） - ピアノ
- ジェリー・ロール・モートン（Jelly Roll Morton、1884年? - 1941年） - ピアノ
- チャーリー・パーカー（Charlie Parker、1920年 - 1955年） - サキソフォン
- アート・テイタム（Art Tatum、1909年 - 1956年） - ピアノ
- レスター・ヤング（Lester Young、1909年 - 1959年） - サキソフォン

2005年
- カウント・ベイシー（Count Basie、1904年 - 1984年） - ピアノ、オルガン
- ロイ・エルドリッジ（Roy Eldridge、1911年 - 1989年） - トランペット
- エラ・フィッツジェラルド（Ella Fitzgerald、1917年 - 1996年） - ボーカル
- ベニー・グッドマン（Benny Goodman、1909年 - 1986年） - クラリネット
- アール・ハインズ（Earl Hines、1903年 - 1983年） - ピアノ
- ジョニー・ホッジス（Johnny Hodges、1907年 - 1970年） - サキソフォン
- "パパ"・ジョー・ジョーンズ（"Papa" Jo Jones、1911年 - 1985年） - ドラムス
- チャールズ・ミンガス（Charles Mingus、1922年 - 1979年） - ベース
- ジョー・"キング"・オリヴァー（Joe "King" Oliver、1885年 - 1938年） - コルネット
- マックス・ローチ（Max Roach、1924年 - 2007年） - ドラムス
- ソニー・ロリンズ（Sonny Rollins、1930年 - ） - サキソフォン
- ファッツ・ウォーラー（Fats Waller、1904年 - 1943年） - ピアノ、オルガン

2007年
- クリフォード・ブラウン（Clifford Brown、1930年 - 1956年） - トランペット
- ベニー・カーター（Benny Carter、1907年 - 2003年） - サキソフォン、クラリネット、トランペット
- チャーリー・クリスチャン（Charlie Christian、1916年 - 1942年） - ギター
- ジャンゴ・ラインハルト（Django Reinhardt、1910年 - 1953年） - ギター

2008年
- オーネット・コールマン（Ornette Coleman、1930年 - ）フリー・ジャズの先駆者
- ギル・エヴァンス（Gil Evans、1912年 - 1988年） - ジャズ編曲
- ベッシー・スミス（Bessie Smith、1894年 - 1937年） - ブルース歌手
- メリー・ルー・ウィリアムズ（Mary Lou Williams、1910年 - 1981年） - ピアノ、編曲

2010年
- ビル・エヴァンス（Bill Evans、1929年 - 1980年） - ピアノ